# Paso Guesalaga
Paso Guesalaga (spanisch) ist eine Meerenge im Archipel der Südlichen Shetlandinseln. Sie verläuft zwischen der Ostküste von King George Island und den vorgelagerten Simpson Rocks.
Chilenische Wissenschaftler benannten sie 1947 nach Federico Guesalaga Toro, Leiter der Ersten Chilenischen Antarktisexpedition (1946–1947).